# 宇多津町
宇多津町（日语：／ Utazu chō */?）是位於日本香川縣中部的町，為香川縣面積最小的行政區劃，也是縣內人口密度和人口自然增長率最高的行政區劃。當地在江戶時代至昭和後期作為生產鹽的城鎮而繁榮，沿海地區皆為鹽田，但在1980年代前陸續停止使用，並配合瀨戶大橋的興建重新進行土地規劃。當地高158公尺的黃金塔是宇多津町著名的地標之一。
四國八十八箇所中的第78號札所鄉照寺即坐落於町内。

## 地理
宇多津町周圍被青之山、聖通寺山與角山等山岳包圍。當地在氣候上屬於瀨戶內海式氣候，年均溫為16.2度，年降雨量則約1060毫米，降雨主要集中在梅雨季節。

## 歷史
當地記載中最早的聚落形成於西元前2至3世紀，當時的人們在現今大束川沿岸的津之鄉地區建造聚落。7世紀後半，宇多津地區以鵜足津港口為中心而逐漸繁榮，人員與貨物的流通相當繁盛，是當時瀨戶內海上的交通要道。1363年細川賴之在當地擊敗細川清氏，成為阿波國、伊予國、讚岐國、土佐國的守護，並在此建立新的居城，使宇多津在當時作為國的中心地區而繁榮。
18世紀開始，沿海地區逐漸開闢成鹽田，鹽的生產成為宇多津地區的主要產業。明治4年(1872年)，高松藩開始進行橫跨藩内各城鎮的鹽田建造計畫。明治30年(1898年)當地實施町村制時，鹽田幾乎遍布宇多津町的海岸線，當地也被譽為日本第一的鹽鎮。1960年代因新的製鹽技術使得鹽田開始沒落，並於1972年全面停止營運。但也因為鹽田土地的重新利用與開發，使得瀨戶大橋及週邊交通路線得以完成建設。雖然宇多津町離坂出市與丸龜市的市中心相當近，但因為經濟比較寬裕，所以在平成大合併時沒有與任何行政區進行合併。 

### 年表
- 1890年2月15日：實施町村制，設置鵜足郡宇多津村。
- 1897年2月21日：讃岐鐵道（現在的JR予讚線）高松車站至丸龜車站路段開始營運，同時宇多津車站也開始營運。
- 1898年2月11日：改制為宇多津町。[12]
- 1899年4月1日：鵜足郡和阿野郡合併為綾歌郡。
- 1928年1月22日：琴平參宮電鐵丸亀通町車站至富士見町車站路段開始營運。
- 1955年5月3日：飯野村被廢除，其中的大字東分地區被併入予多津町，其餘地區則被併入丸龜市。
- 1963年9月15日：琴平參宮電鐵停止營運。
- 1972年：轄區內的鹽田全部停止使用。
- 1988年4月10日：瀨戶大橋通車。

## 行政

### 歷任首長
1. 三木百之助（1946年6月5日～1948年5月6日）
2. 平田三次郎（1948年6月20日～1960年6月19日）
3. 本川宗治（1960年6月20日～1965年10月1日）
4. 平田次郎（1965年11月8日～1993年3月15日）
5. 米澤正文（1993年4月25日～2002年9月13日，於2002年9月8日因設前收賄被逮捕，同月13日解職）
6. 谷川實（2002年10月20日～2010年10月19日）
7. 谷川俊博（2010年10月20日～現任）

## 交通

### 鐵路
- 四國旅客鐵道
  - 本四備讚線（瀨戶大橋線）：宇多津車站
  - 予讚線：宇多津車站

|  |

## 觀光
- 宇夫階神社
- 宇多津臨海公園

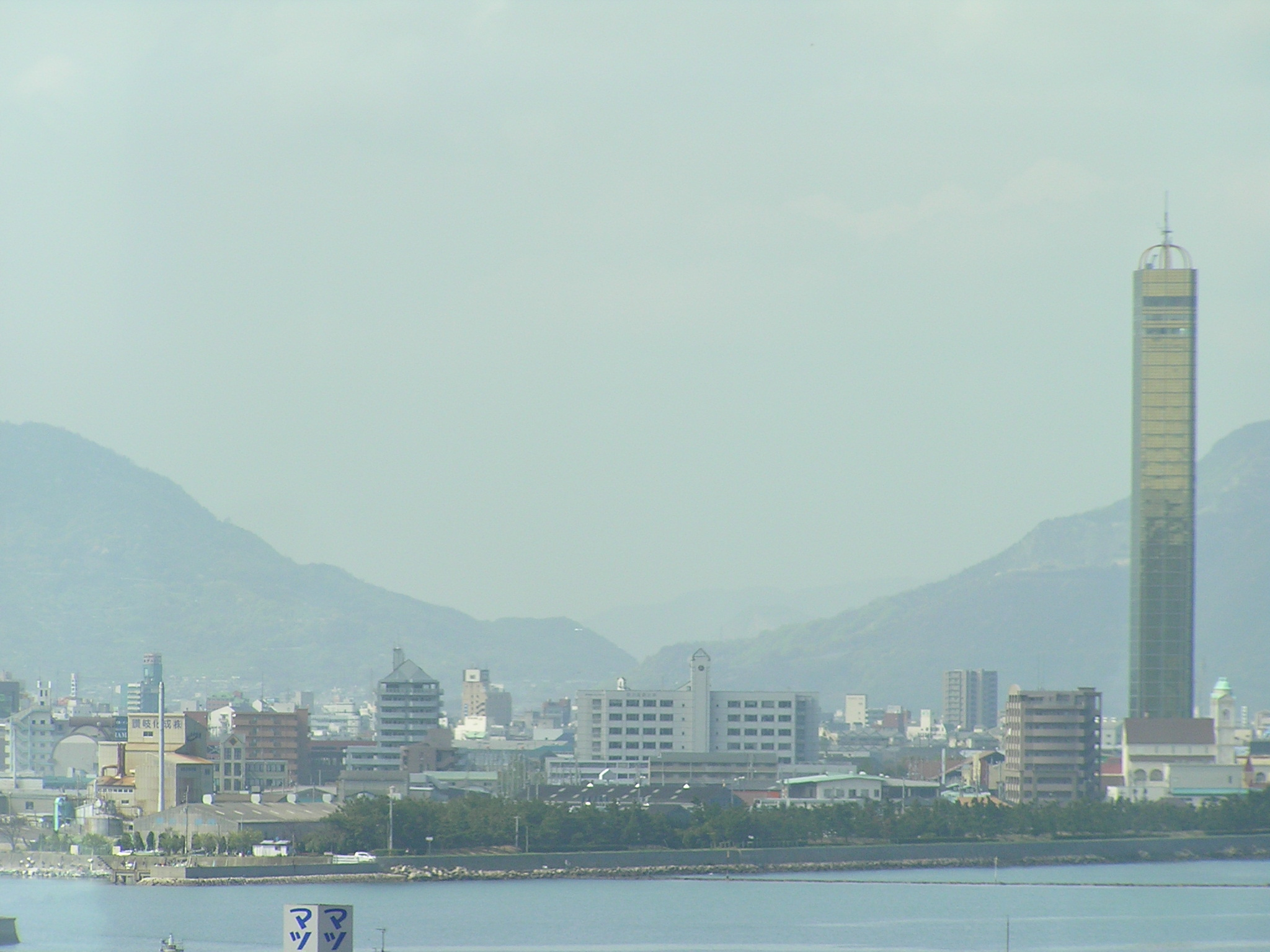
從瀨戶大橋線的列車中遙望宇多津町中心城區，右側高樓為黃金塔

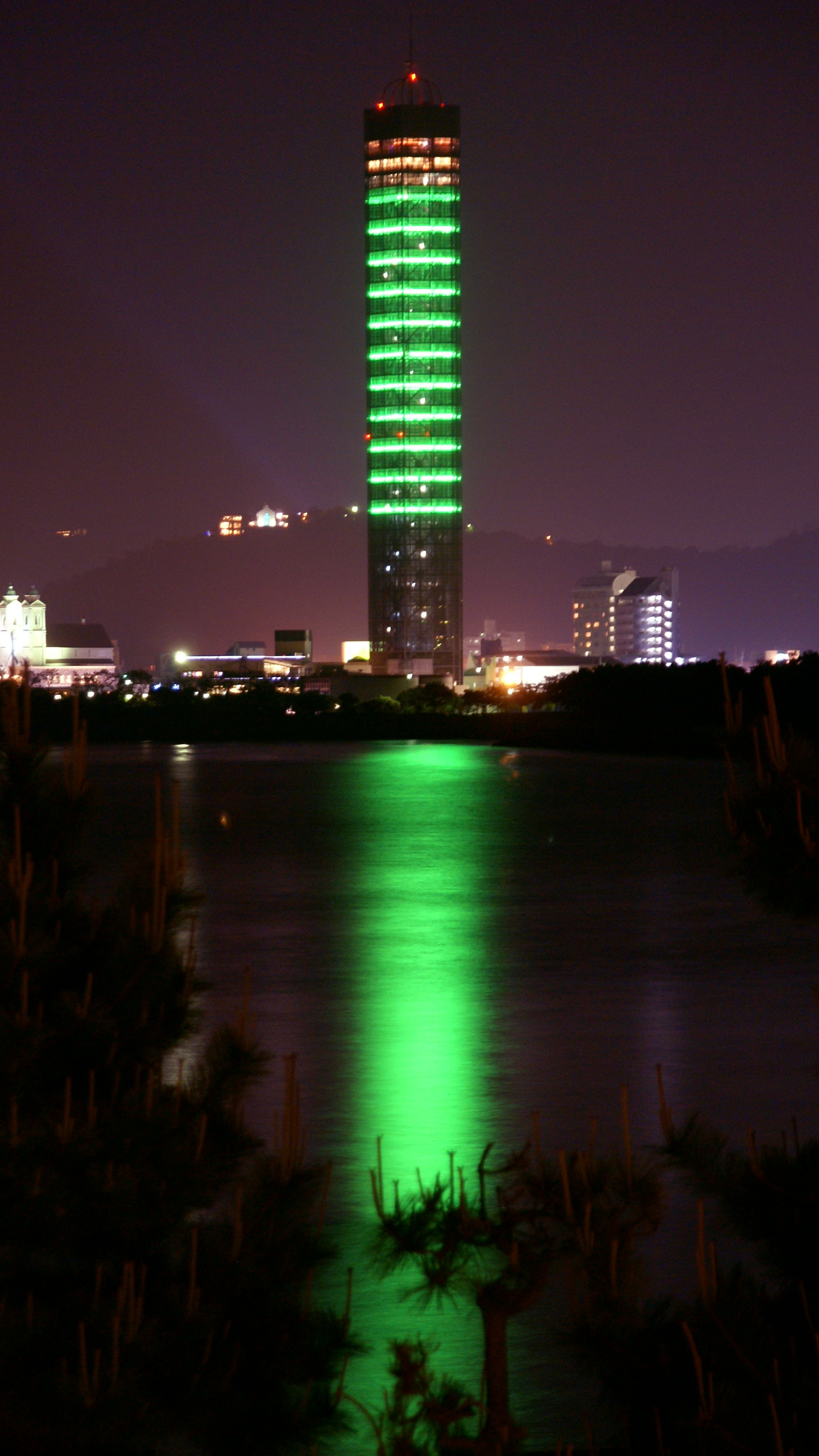
黃金塔

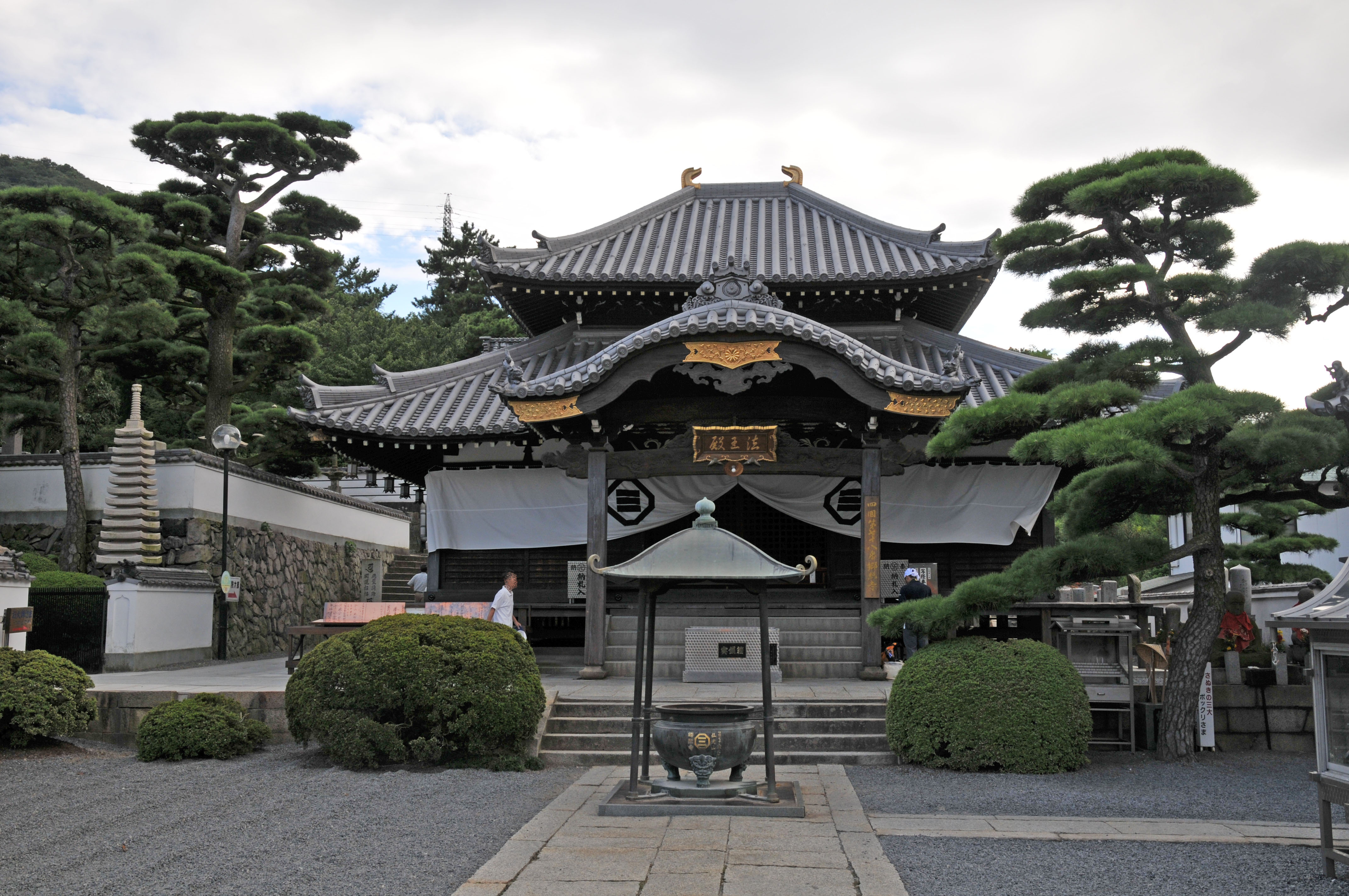
鄉照寺本堂

  - 宇多津町産業資料館：展示鹽田相關資料及物品。
  - 復元鹽田：重建之入濱式鹽田。
- 黃金塔：高度158公尺，為四國地區最高的陸地建築物。
- 世界玻璃館
- 青之山頂上展望台
- 四國八十八箇所  第78號札所 鄉照寺

## 教育
大學
- 香川短期大學

專門學校
- 四國醫療專門學校

## 本地出身之名人
- 大浦留市：長跑田徑選手
- 大松博文：1964年夏季奧林匹克運動會日本國家女子排球隊教練、曾任參議院議員
- 藍川由美：聲樂家

## 外部連結
- （日語） 官方网站
- （日語） 宇多津町官方Facebook
- （日語） 宇多津町商工會